# Vortex (fluïdum)

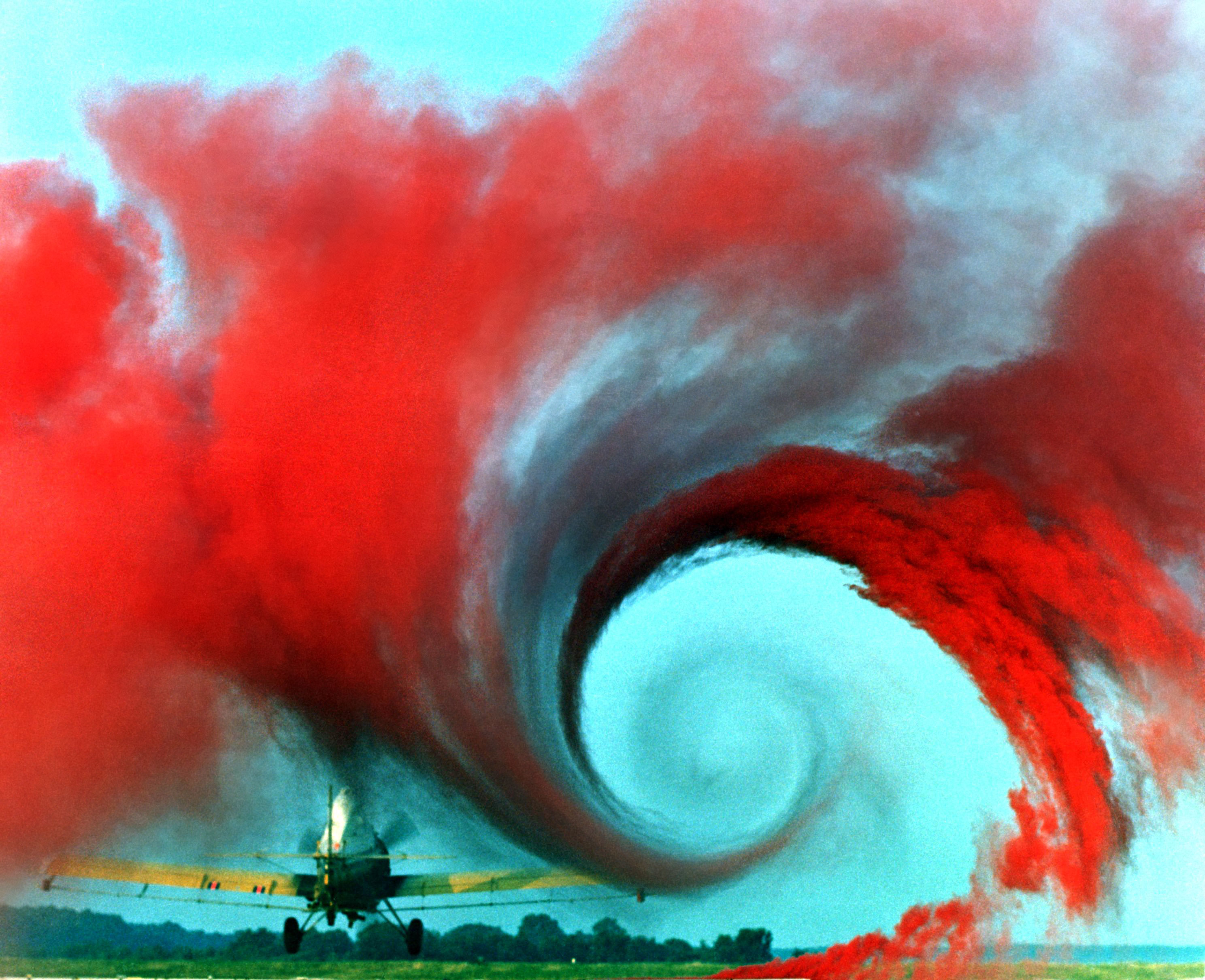
Luchtwervel veroorzaakt door vliegtuigvleugel, zichtbaar gemaakt met gekleurde rook

Een vortex of wervel is een draaiende beweging in een fluïdum.
Een vortex kan twee- of driedimensionaal zijn. Tweedimensionele zijn stabiel, terwijl driedimensionele instabiel zijn. Vortices kunnen voorkomen als een mono-, bi- of tripolaire wervel.

## Eigenschappen
- (algemene) draairichting
- wervelpolen: een, twee of drie (mono-, bi- of tripolair)
- vortexbuis
- energiecascade
- separatrix

## Voorkomen

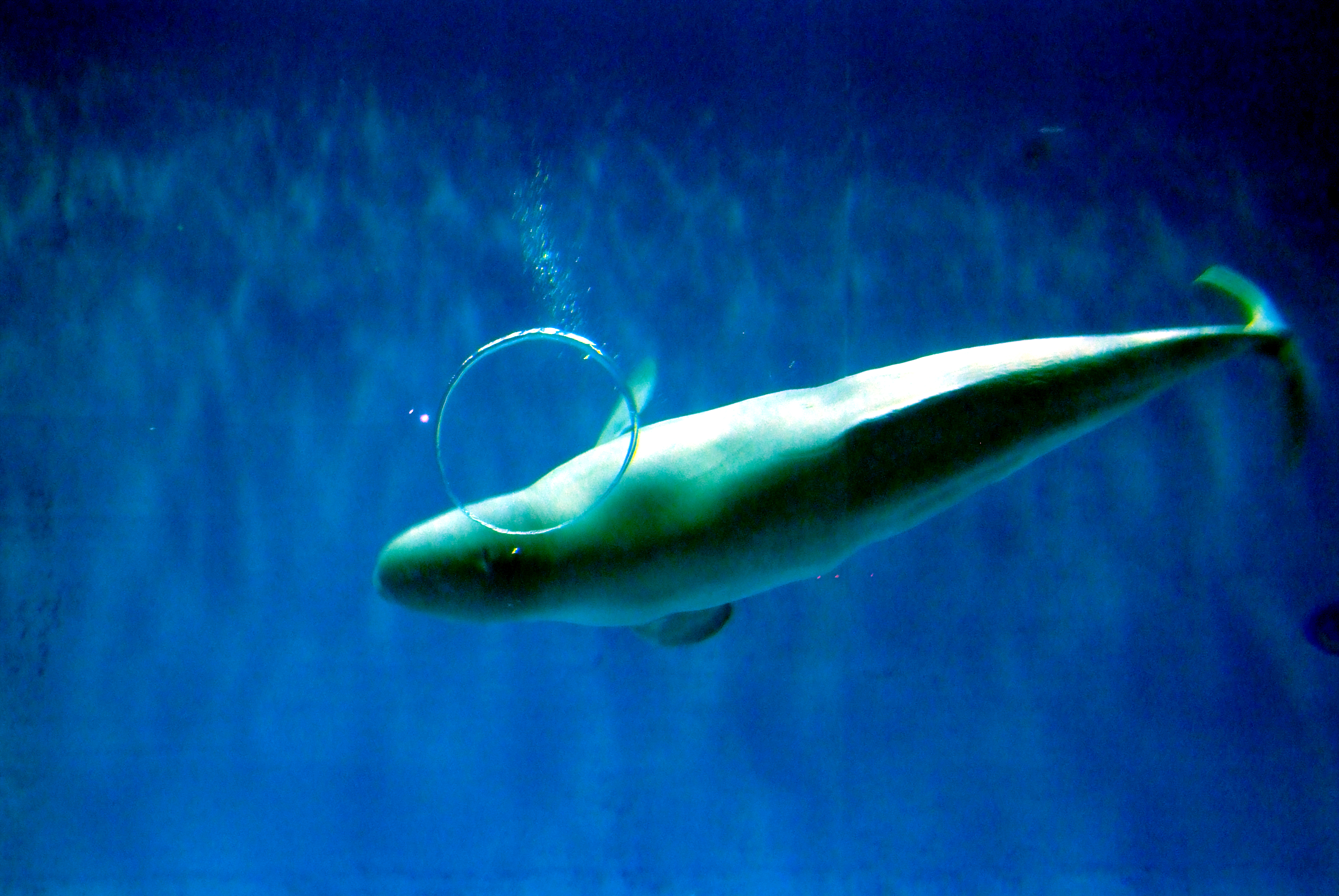
Een door een witte dolfijn gemaakte "magische" ring (toroïdale vortex).

In de natuur komen vele wervelfenomenen voor:
- stabiele tweedimensionale
  - lagedrukgebied
  - orkaan
  - zeewervel
  - wolkenwervel
  - draaikolk
  - wervelstraat van Von Karman
- onstabiele driedimensionale
  - sigarettenrookpluim

## Gebruik
- De frequentie van kunstmatig opgewekte wervels in een stromend medium kan gebruikt worden om het debiet daarvan te meten. Zie vortexdebietmeter.
- Wervels kunnen gebruikt worden om de overdracht van krachten op het medium te vergroten. Voorbeelden hiervan zijn de kanopeddels en roeiriemen. Hommels zouden zonder deze techniek niet kunnen vliegen en ook vleermuizen maken gebruik van wervels.
- Vissen kunnen met de zijlijn zeer goed vortices waarnemen en kunnen de prooi achtervolgen door het spoor van vortices te volgen dat werd veroorzaakt door een voorbij zwemmende vis.

## Nadelen/neveneffecten

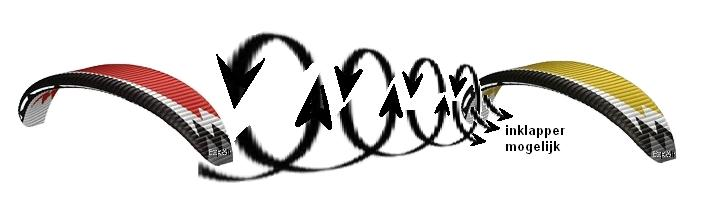
Wervels achter een paramotorvleugel

- Wervels komen voor bij vliegtuigvleugels. Het gevolg ervan is geïnduceerde weerstand wat energie vergt. Er is een groot risico voor achteropkomende vliegtuigen. De zogturbulentie die voortkomt uit vortices kan bij landen en opstijgen zware gevolgen hebben en zelfs tot een crash leiden.